# 丽球壳菌目
丽球壳菌目为粪壳菌纲的一目真菌。

## 下属分类
本目包括以下科：
- 丽球壳菌科 Calosphaeriaceae
- 歪嘴座壳科 Pleurostomataceae